# Віктор Касадесус
Віктор Касадесус (ісп. Víctor Casadesús, нар. 28 лютого 1985, Пальма) — іспанський футболіст, нападник андорського клубу «Інтер» (Ескальдес-Енгордань).
Грав за юнацьку збірну Іспанії, у складі якої — чемпіон Європи 2004 року.

## Клубна кар'єра
Народився 28 лютого 1985 року в Пальмі. Вихованець футбольної школи «Мальорки». У дорослому футболі дебютував 2005 року виступами паралельно за другу і основну команди цього клубу. Протягом трьох з половиною сезонів провів понад 80 матчів за головну команду «Мальорки» у Ла-Лізі. 
На початку 2008 року був відданий в оренду до друголігового «Реал Сосьєдада», а за півроку — до «Хімнастіка» (Таррагона). В обох командах досить багато забивав. А ось повернувшись з оренди до «Мальорки» став регулярно виходити на поле у її складі, проте мав досить посередню результативність.
На початку 2014 року продовжив кар'єру у вищоліговому «Леванте», де також спочатку отримував достатньо ігрового часу, забиваючи досить рідко.
Протягом 2017–2019 років грав за друголігові «Тенерифе» та «Алькоркон», після чого протягом двох сезонів виступав за «Андорру», команду з третього іспанського дивізіону. У липні 2021 року приєднався до «Інтера» (Ескальдес-Енгордань), команди, що змагалася безпосередньо у першості Андорри.

## Виступи за збірні
2004 року грав у складі юнацької збірної Іспанії (U-19), у складі якої загалом взяв участь у 9 іграх, відзначившись 5-ма забитими голами. Був учасником тогорічного юнацького чемпіонату Європи (U-19), де відзначився трьома голами, а іспанці стали переможцями турніру.
Наступного року провів три гри за юнацьку збірну (U-20).

## Титули і досягнення
- Чемпіон Андорри (1):

«Атлетік Ескальдес»: 2022-23
Збірні
- Чемпіон Європи (до 19 років) (1):

Іспанія U-19: 2004